# Dorfkirche Kalkwitz

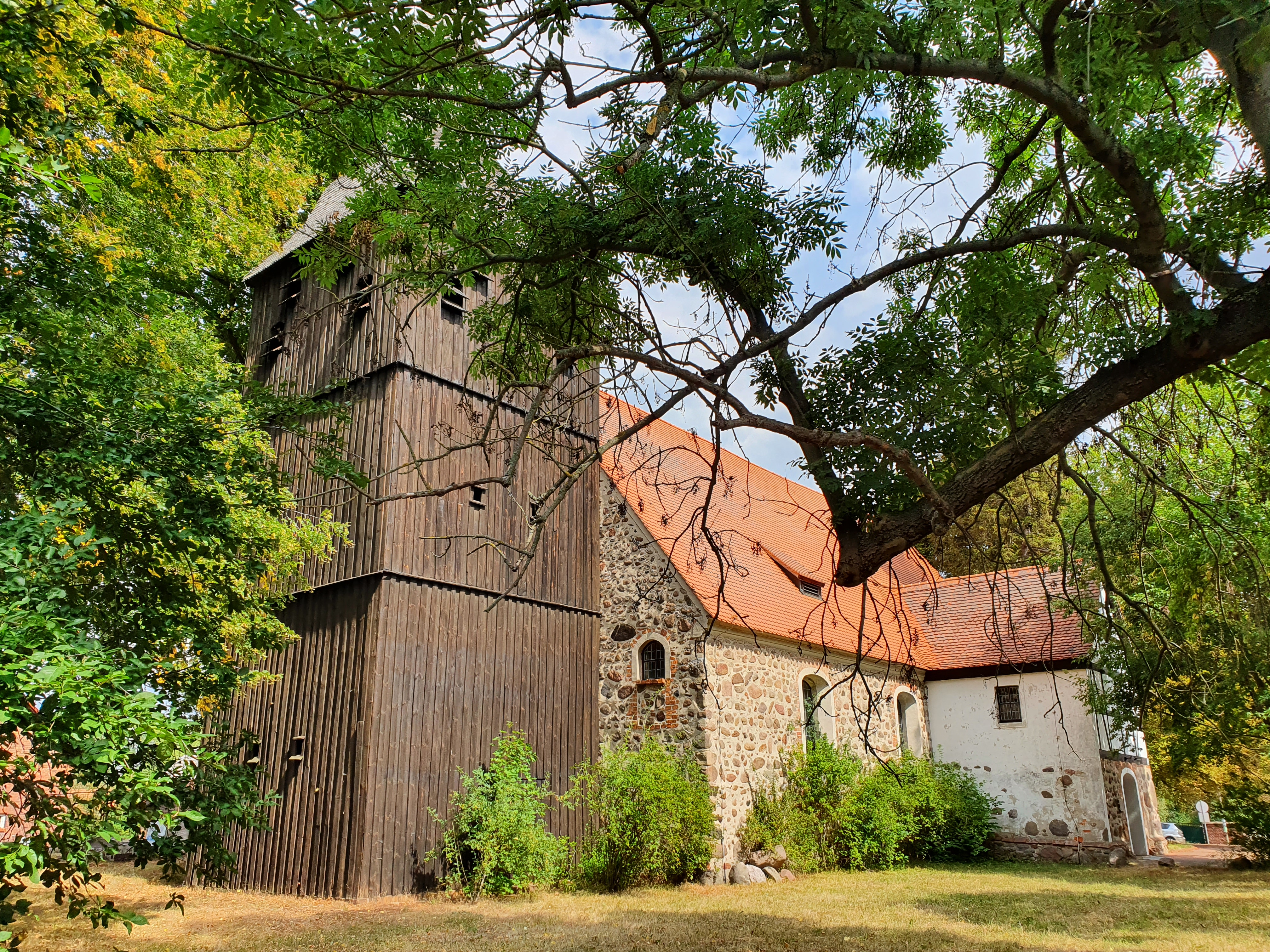
Dorfkirche Kalkwitz (2022)

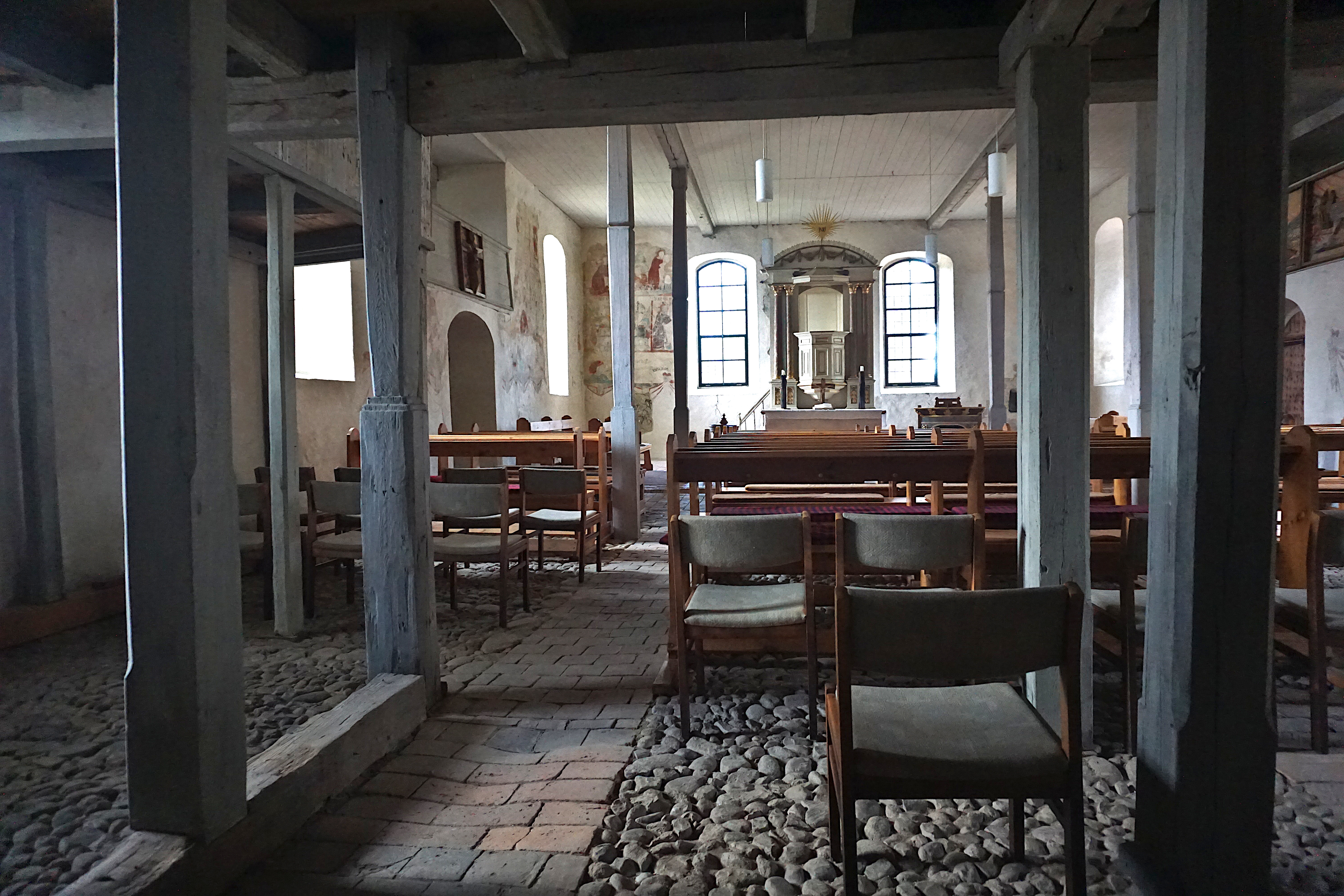
Innenraum der Dorfkirche

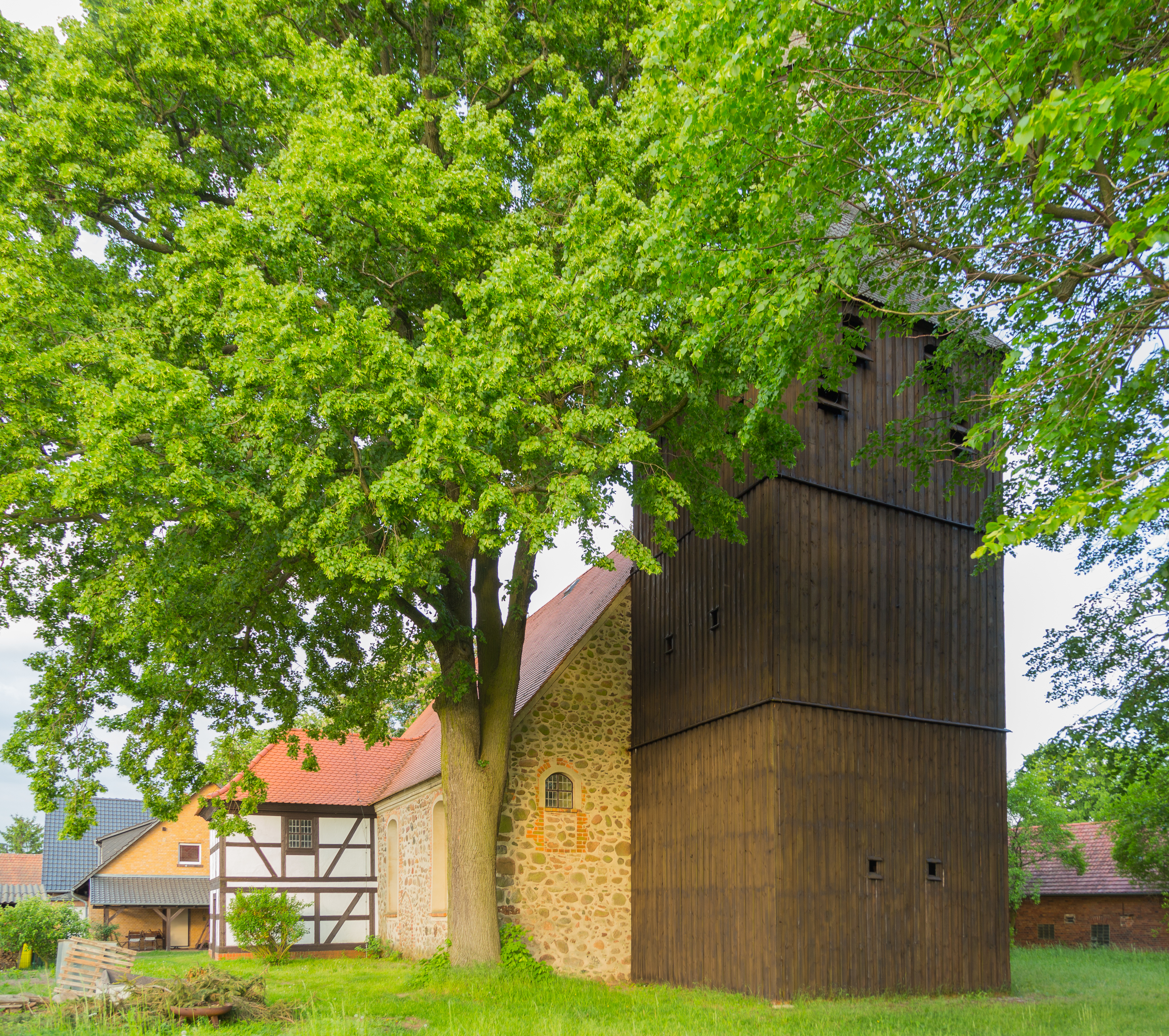
Ansicht von Nordwesten (2019)

Die Dorfkirche Kalkwitz ist das Kirchengebäude im Gemeindeteil Kalkwitz der Stadt Calau im Landkreis Oberspreewald-Lausitz in Brandenburg. Es gehört der Kirchengemeinde Kalkwitz im Kirchenkreis Niederlausitz der Evangelischen Kirche Berlin-Brandenburg-schlesische Oberlausitz. Die Kirche ist ein eingetragenes Baudenkmal in der Denkmalliste des Landes Brandenburg.

## Geschichte und Architektur
Die Dorfkirche Kalkwitz wurde im 15. Jahrhundert errichtet und ist eine spätgotische Saalkirche aus Feldsteinmauerwerk. Im späten 17. und frühen 18. Jahrhundert wurde das Bauwerk im Stil des Barock erneuert. Dabei wurden die Fenster vergrößert und die beiden Anbauten aus Fachwerk angebaut. Der westliche Dachturm lässt sich durch Dendrochronologie auf den Zeitraum um 1714 datieren. Die massive Vorhalle mit Fachwerkobergeschoss stammt aus der ersten Hälfte des 18. Jahrhunderts. Ab Mitte der 1980er-Jahre lag Kalkwitz im Bergbauschutzgebiet und war durch den geplanten Tagebau Calau-Nordost von der Devastierung bedroht. An der Kirche wurden daher keine Instandsetzungsarbeiten mehr vorgenommen und das Gebäude verfiel mit der Zeit. Nach dem Ende der DDR wurden die Pläne zur Öffnung des Kohlefeldes verworfen und die Kirche bis 1995 restauriert.

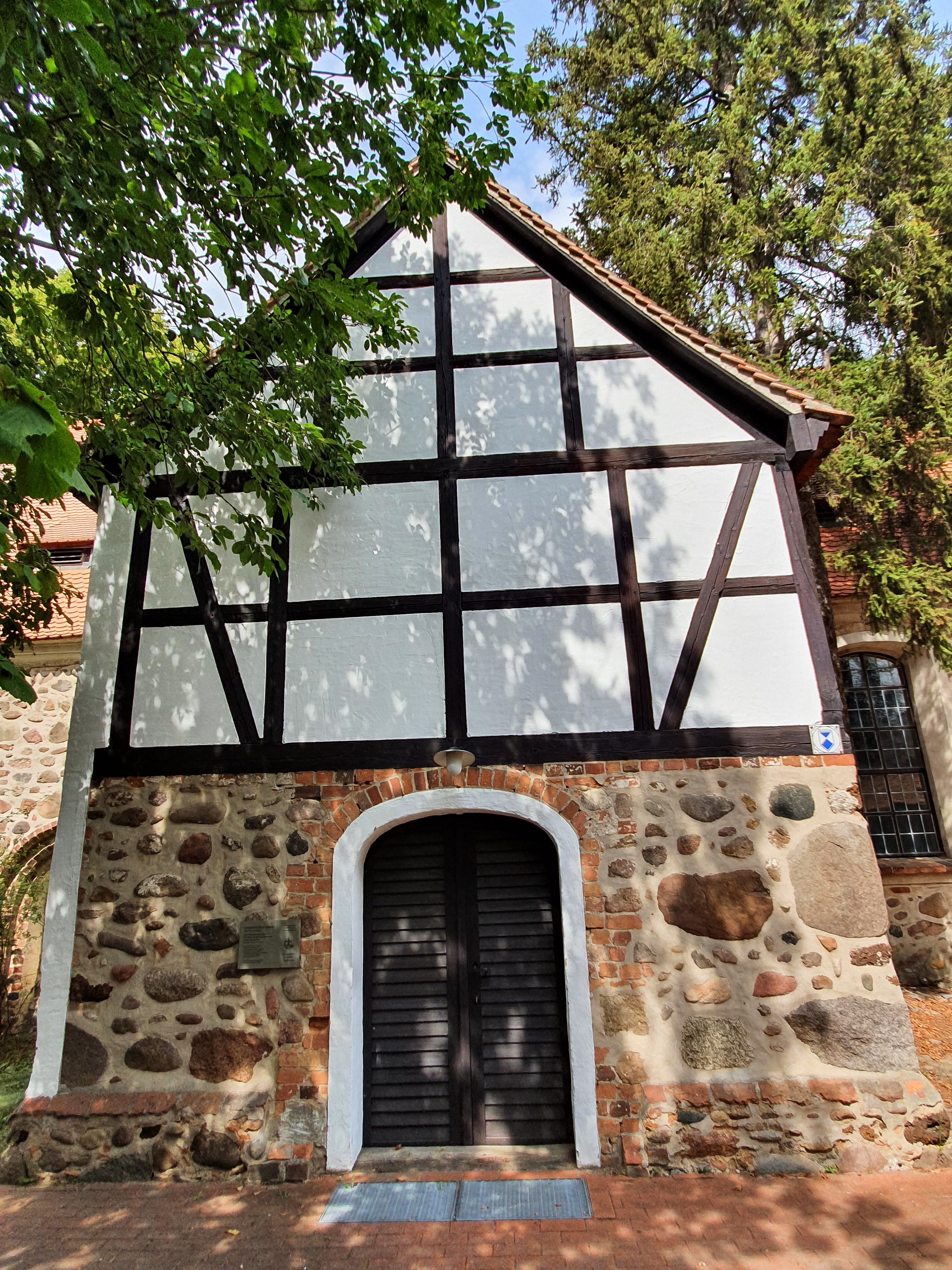
Fachwerkvorhalle im Süden (2022)

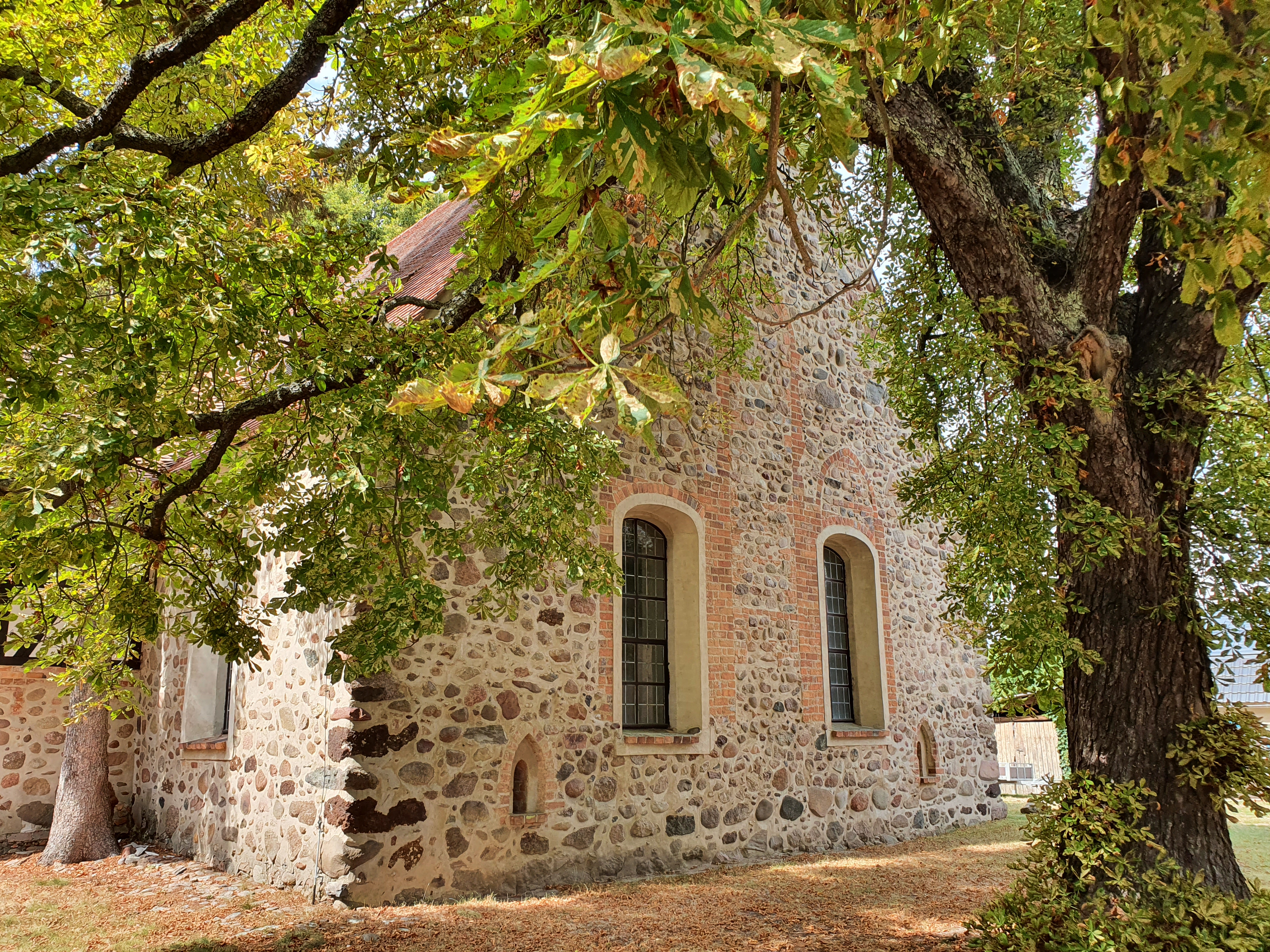
Ostschluss mit zugemauerter gotischer Dreifenstergruppe (2022)

An den beiden Längsseiten des Kirchenschiffs befinden sich zwei vermauerte Spitzbogenportale aus der Bauzeit der Kirche. Die Fenster wurden im 17. Jahrhundert korbbogig erweitert, an der Ostwand ist noch die vermauerte gotische Dreifenstergruppe mit großen Lanzettfenstern zu erkennen. Der Westturm ist verbrettert und hat eine Schweifhaube mit einem achtseitigen Spitzhelm. Der Innenraum wurde bei der Barockisierung flach gedeckt und durch zwei Unterzüge mit Holzstützen in drei Bereiche geteilt. Ursprünglich hatte die Kirche eine Tonnendecke, die im Osten zum Teil noch vorhanden ist. Die barocke Hufeisenempore ist auf das Jahr 1734 datiert. An den Wänden wurden bei den Sanierungsarbeiten in den 1990er Jahren spätgotische Ausmalungen, unter anderem aus dem Buch Genesis, der Passion Jesu und des Jüngsten Gerichts sowie eine Abbildung des Christophorus an der Westwand freigelegt.
Der Kanzelaltar in der Kirche ist auf das Jahr 1721 datiert und wurde 1883 umgestaltet. Er hat einen doppelten Säulenaufbau mit einem abschließenden Segmentbogengiebel und einen nachträglich eingebauten fünfseitigen Kanzelkorb. An der Vorderseite der Kanzel befindet sich eine barocke Darstellung des Abendmahls mit einer Stifterinschrift. Die Orgel wurde 1883 von Robert Uibe gebaut und hat eine mechanische Schleiflade. Das Instrument verfügt über elf Register auf zwei Manualen und dem Pedal.

## Kirchengemeinde
Die Kirchengemeinde Kalkwitz war früher dem Kirchenkreis Calau unterstellt und umfasste im 19. Jahrhundert die neben Kalkwitz noch die Dörfer Belten, Dubrau, Göritz, Kahnsdorf (†), Koßwig und Mlode. Laut Arnošt Muka fanden im Jahr 1884 bereits seit Jahren keine sorbischsprachigen Gottesdienste mehr statt, zeitweise gab zuvor noch jeden achten Sonntag eine sorbischsprachige Predigt. Belten und Göritz wurden später nach Vetschau umgepfarrt.
Bis 1945 war die Kirchengemeinde Kalkwitz ein Teil der Evangelischen Landeskirche der älteren Provinzen Preußens und ab 1945 der Evangelischen Kirche in Berlin-Brandenburg. 1969 schlossen sich die Kirchenkreise Calau und Lübben zum Kirchenkreis Lübben-Calau zusammen. Ab 1998 gehörte Kalkwitz zum neu entstandenen Kirchenkreis Lübben, der seit dem 1. Januar 2004 zur Evangelischen Kirche Berlin-Brandenburg-schlesische Oberlausitz. Am 1. Januar 2010 schlossen sich die Kirchenkreise Lübben und Finsterwalde zum Kirchenkreis Niederlausitz zusammen.